# Ahinoam Nini
Noa, rođena Ahinoam Nini (hebrejski : אחינועם ניני  Aẖinóʻam Nini) (Tel Aviv, 23. lipnja 1969.), izraelska je kantautorica, udaraljkašica, pjesnikinja, skladateljica i aktivistica djeluje u inozemstvu. Uz nju je gitarist Gil Dor, a dok pjeva, često svira bubnjeve i conga bubnjeve. Njezina glazba često spaja jezike i stilove. Nastupala je u 52 zemlje i bila je prva izraelska umjetnica koja je nastupila u Vatikanu.

## Eurovizija 2009.
Godine 2009. je predstavljala Izrael na Euroviziji s Mirom Awad s pjesmom "There Must Be Another Way". U finalu su završile 7. sa 75 bodova, te su prošle u finale. U finalu su završile 16. s 53 boda.

## Diskografija
- Achinoam Nini i Gil Dor Live (srpanj 1991.)
- Achinoam Nini i Gil Dor (srpanj 1993.)
- Noa (ožujak 1994.)
- Calling (svibanj 1996.)
- Achinoam Nini (travanj 1997.)
- Achinoam Nini & the Israel Philharmonic Orchestra (travanj 1998.)
- Blue Touches Blue (ožujak 2000.)
- First Collection (ožujak 2001.)
- Now (srpanj 2002.)
- Noa Gold (listopad 2003.)
- Noa Live (listopad 2005.)
- Genes & Jeans (travanj 2008.)
- There Must Be Another Way (2009.)[4]